# Hister capsirensis
Hister capsirensis é uma espécie de insetos coleópteros polífagos pertencente à família Histeridae.
A autoridade científica da espécie é Auzat, tendo sido descrita no ano de 1922.
Trata-se de uma espécie presente no território português.